# Charles Allan Gilbert

All is Vanity (1892)

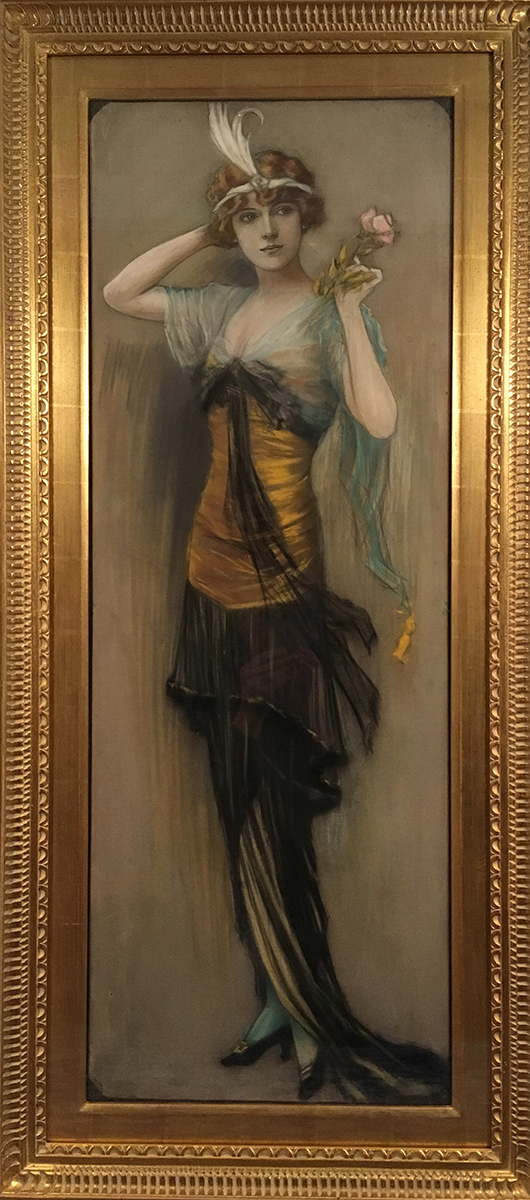
Woman with Rose (1920)

Charles Allan Gilbert (* 3. September 1873 in Hartford, Connecticut; † 20. April 1929 in New York City) war ein US-amerikanischer Maler, Grafiker und Illustrator des Art Nouveau.

## Leben
Über Charles Allan Gilberts Leben ist wenig bekannt. Er war der jüngste Sohn von Charles Edwin Gilbert und Virginia Ewing Crane Gilbert und hatte zwei Brüder: Albert Waldron Gilbert und Edwin Randolph Gilbert. Gilbert war als Kind bettlägerig und begann sich zum  Zeitvertreib im Zeichnen und Skizzieren zu üben. Im Alter von 16 Jahren nahm er Malunterricht bei Charles Noel Flagg (1848–1916), dem Gründer der Art Students League in Connecticut. Von 1892 bis 1894 studierte Gilbert an der Art Students League of New York, gefolgt von der Académie Julian in Paris, wo er Schüler bei Jules Laurens und Jean-Joseph Benjamin-Constant wurde. Nach nur einem Jahr kehrte er nach New York zurück, um seine Kunst zu kommerzialisieren; er eröffnete sein eigenes Atelier und begann als Gebrauchsgrafiker und Illustrator zu arbeiten. Ab 1902 lieferte er zahlreiche Beiträge für das Life Magazine, in dem auch sein bekanntestes Werk, All is Vanity, veröffentlicht wurde. Seine satirischen Zeichnungen reicherte er bisweilen mit kurzen selbstverfassten Sketchen und polemisch-ironischen Texten an, die sich in den humoresken Pamphleten, Witzblättern und Satiremagazinen der damaligen Zeit großer Beliebtheit erfreuten. Nebenbei verfolgte er weiterhin seine freien künstlerischen Ambitionen und malte akademische Landschaftsbilder und figurative Frauenbilder, die allerdings weniger Beachtung fanden. Während des Ersten Weltkriegs steigerte Gilbert sein Renommee mit Camouflagebemalungen von militärischem Gerät und der Gestaltung von Werbepostern für Kriegsanleihen.
Charles Allan Gilbert starb als wohlhabender Mann am 20. April 1929 mit 55 Jahren an einer Lungenentzündung. Ihm zu Ehren wurde eine Gedenkfeier in der Campbell’s Funeral Church am Broadway abgehalten. Gilbert wurde in seinem Geburtsort Hartford in Connecticut beigesetzt.

### All is Vanity
All is Vanity (Alles ist Eitelkeit), das morbide Vanitas-Bildnis einer jungen Frau vor einem Schminktisch,  das beim Betrachten einen Schädel zeigt, hatte Gilbert bereits mit 18 Jahren gemalt; es wurde 1902 im Life Magazine erstmals veröffentlicht. Die Illustration gehört zu den bekanntesten Vexierbildern; es wurde unzählige Male reproduziert und kopiert und fand bis in die Gegenwart Verwendung. Eine bekannte Replikation zeigt das Cover des 1993 erschienenen Albums Retro Active der englischen Hard-Rock-Band Def Leppard. In der Fernsehserie Sherlock hängt das Bild in der Wohnung von Sherlock Holmes.
Die 26 West Eighth Street, in der sich Gilberts Studio befand, zählte Anfang des 20. Jahrhunderts zu den renommiertesten Adressen der aufstrebenden New Yorker Kunst- und Werbewelt. Das Gebäude beherbergte unter anderem die Ateliers weiterer bekannter Illustratoren wie Edwin Austin Abbey oder Francis Davis Millet; Millet kam beim Unglück der Titanic ums Leben.

## Werke
- 1901: Woman Playing Piano
- 1920: Woman with Rose

Weitere bekannte Arbeiten von  C. A. Gilbert sind Whittington Family, Women of Fiction, The Honeymoon, A Portfolio of Heads, Cameo Heads, Collection of Heads in Color, Separate Drawings in Color, A Message from Mars und In Beauty’s Realm.